# Bradleyeffect

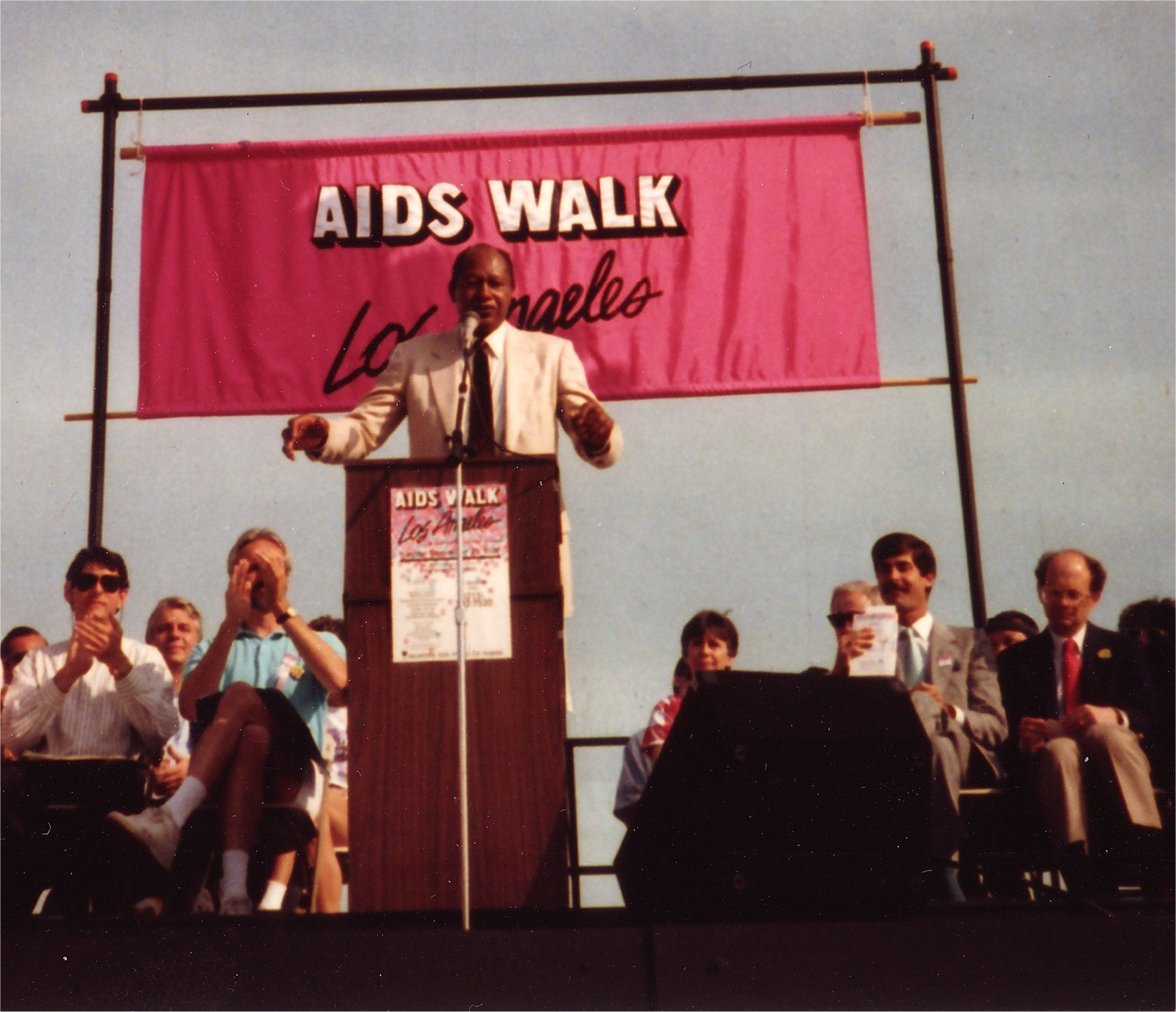
Tom Bradley

Het Bradleyeffect is een verschijnsel in de Amerikaanse politiek dat inhoudt dat zwarte kandidaten in verkiezingen een slechter resultaat halen dan op grond van opiniepeilingen verwacht mocht worden. Het is genoemd naar Tom Bradley, die in 1982 de strijd om het gouverneurschap van de staat Californië nipt verloor, hoewel alle opiniepeilingen en exitpolls op de dag zelf hem als winnaar aangaven. Als oorzaak voor het Bradleyeffect wordt wel gesteld dat blanke kiezers, uit angst voor racist te worden aangezien, het sociaal wenselijke antwoord gaven dat ze op de zwarte kandidaat zouden stemmen of nog onzeker waren, hoewel ze in werkelijkheid voor de blanke kandidaat kiezen.
Hoewel het Bradleyeffect nog vaak genoemd wordt, wordt er ook aan getwijfeld. Volgens diverse commentatoren stak het vooral in de jaren 90 de kop op en is er sinds 1996 geen duidelijk Bradleyeffect meer aan te wijzen. Tijdens de voorverkiezingen van de Amerikaanse presidentsverkiezingen 2008 werd het Bradleyeffect in sommige gevallen wel genoemd om opvallend lage scores voor Barack Obama te verklaren, maar werd er in andere staten ook gesproken van een 'omgekeerd Bradleyeffect', waardoor zijn scores juist hoger uitvielen. Omdat dit vooral het geval was in staten met een relatief grote zwarte bevolking, is een mogelijke verklaring dat de opiniepeilers de opkomst onder zwarte kiezers, die in overgrote meerderheid voor Obama stemden, hebben onderschat.